# Yasmin Hafedh

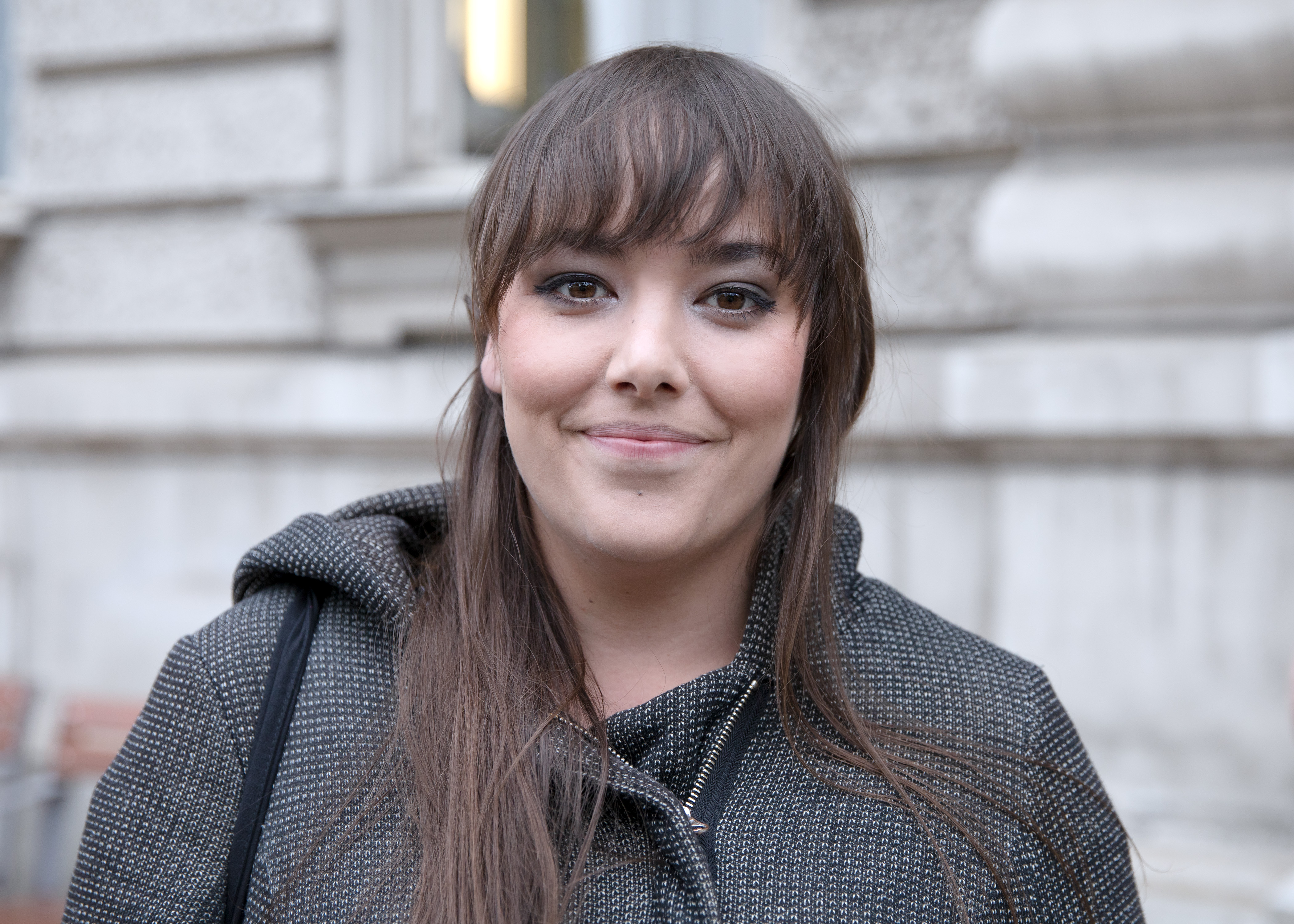
Yasmin Hafedh alias Yasmo (2018)

Yasmin Hafedh (* 27. Oktober 1990 in Wien) ist eine österreichische Rapperin, Slampoetin und Autorin.

## Leben

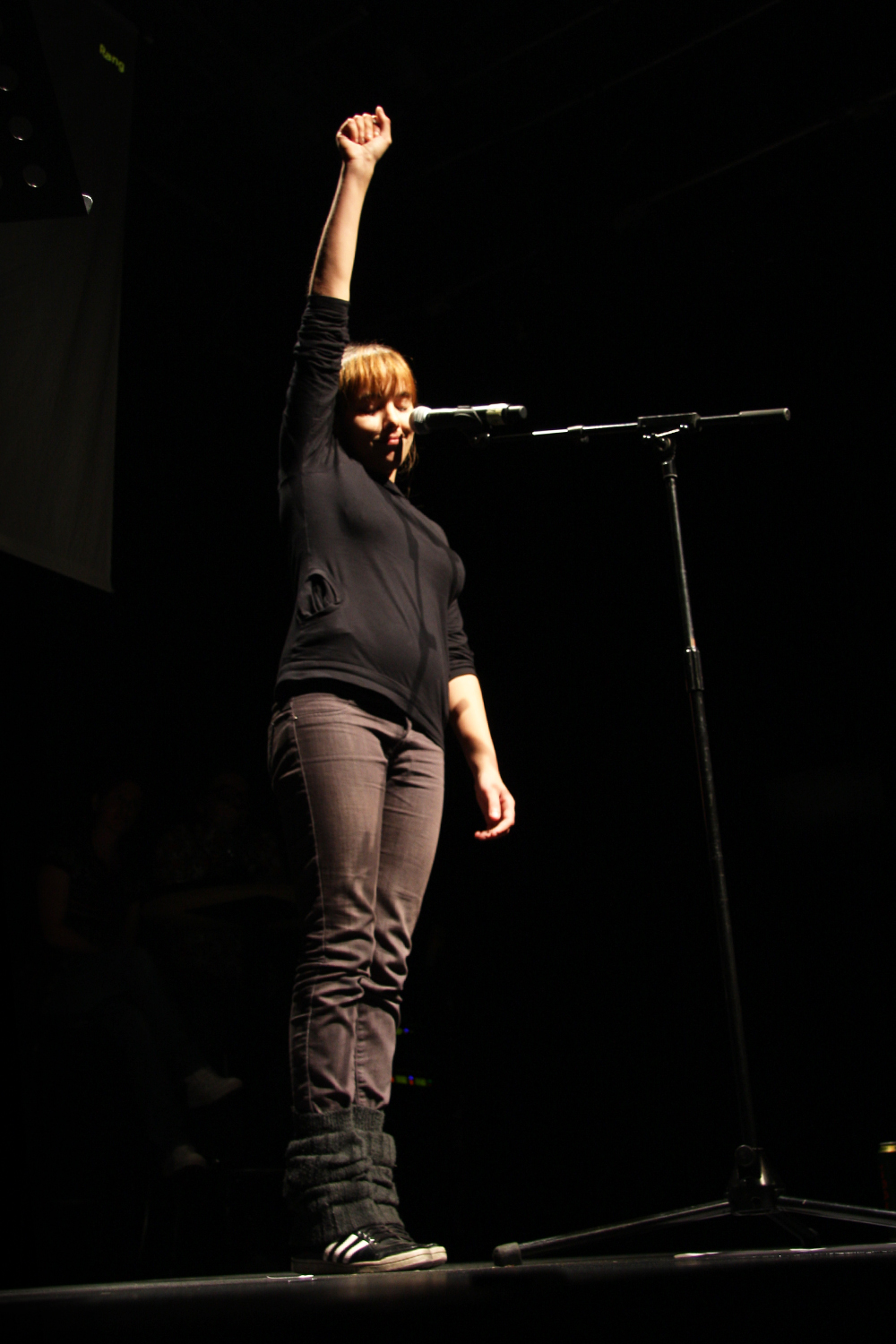
Yasmin Hafedh beim Ö-Slam 2009

Yasmin Hafedh lebt in Wien, wo sie seit ihrem 15. Lebensjahr auf Bühnen steht und ihrem Schaffen als Dichterin nachgeht. Als Hafedh anfing, zu Poetry Slams in Wien zu gehen (ab 2007), ging sie noch zur Schule. Zu dieser Zeit wurde sie Redaktionsmitglied der Literaturzeitschrift & Radieschen und bei FM5 und Mitglied der zweiwöchentlich stattfindenden 1BM Freestylesession.
2009 stand sie als erste Frau im Finale des Ö-Slam (österreichische Poetry-Slam-Meisterschaft) und errang den dritten Platz. Hafedh erreichte danach als erste Österreicherin den ersten Platz in der Kategorie U-20 in der deutschsprachigen Poetry-Slam-Meisterschaft sowie den ersten Platz beim Ö-Slam 2013. Hafedh ist eine der bekanntesten österreichischen Slampoeten, so war sie neben zahlreichen Slam-Touren in Deutschland und der Schweiz auch schon in Slowenien, Polen, Tschechien, Luxemburg, Belgien und Ägypten als Poetin eingeladen.

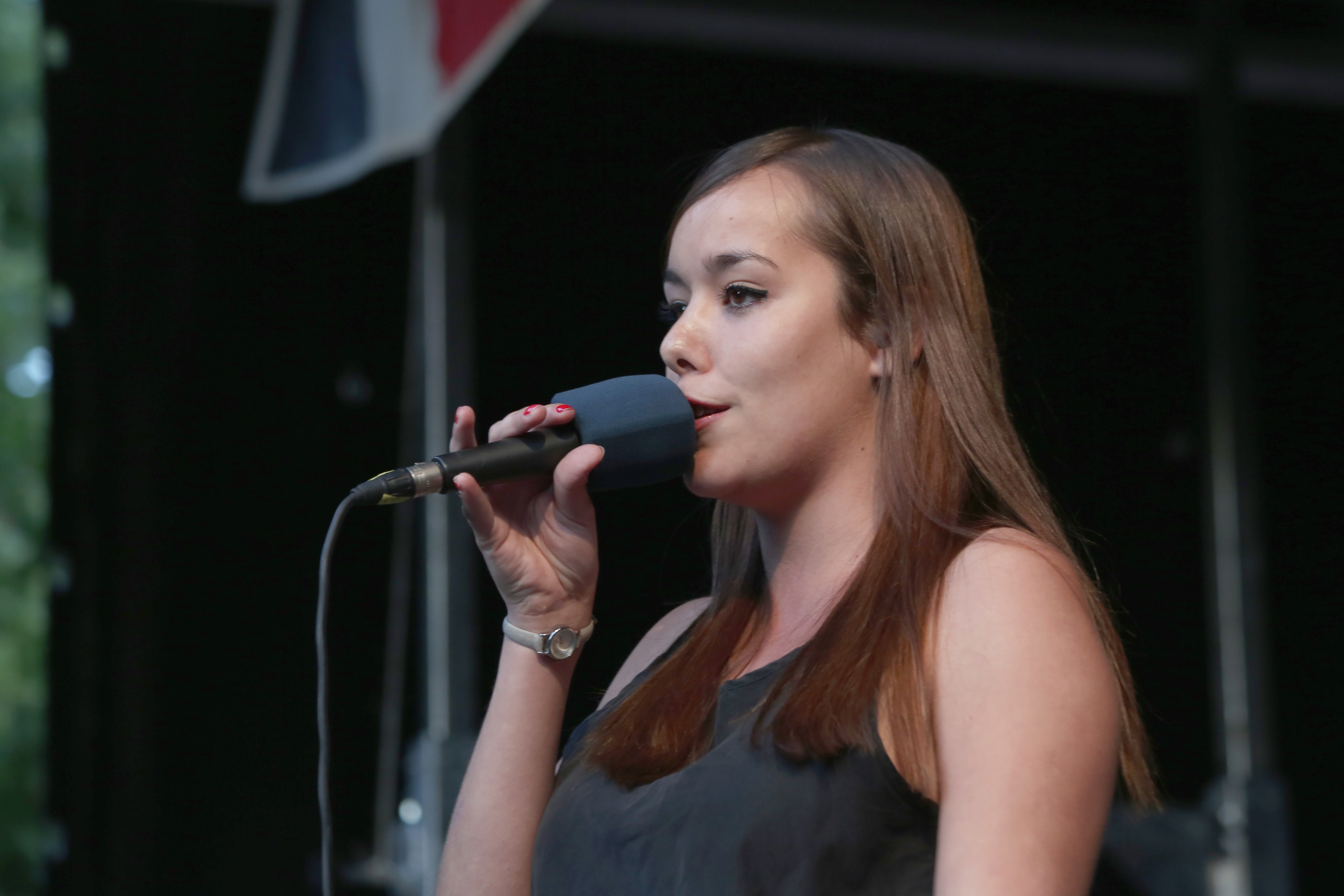
Yasmo MC 2014

Nach Abschluss ihrer Matura studiert sie seit 2008 Theater-, Film- und Medienwissenschaft (TFM) an der Universität Wien. Seit demselben Jahr veranstaltet sie den U-20 Poetry Slam im Jugendtheater Dschungel Wien. seit 2010 den D.T.S. Poetry Slam und seit 2011 die D.T.S. Lesebühne, beides im Wiener Lokativ. Hafedh gibt Rapworkshops, Workshops an Schulen und seit 2010 auch für die Street Academy. Sie arbeitete bei den Produktionen Wenn (m)ein Herz lauter schreit als ein Mund brüllt (2011) und Sag mir, wer ich bin! (2012) als Workshopleiterin. Sie war als Solistin bei der Kinderoper Camillo, Chamäleon, 2011 im Wiener Semperdepot zu sehen und bei melting pot, komponiert von Bernhard Gander im Rahmen der Wiener Festwochen mit dem Radio-Symphonieorchester Wien.
Seit 2012 ist Hafedh Mitglied des backlab-Kollektivs und bildet mit ihrer Labelchefin Mieze Medusa das Poetry-Slam-Team MYLF. Sie ist auch auf Anna Maurers Album Visionaries in dem gemeinsamen Track Smile zu hören.
Im August 2017 bildete sie mit Elias Hirschl und Tom aus Granz das Team Österreich beim Grand-Poetry-Slam im Theater Augusta Raurica in der Schweiz.

## Dichterin Yasmin Hafedh
Hafedhs Texte haben meist einen politischen Unterton und eine sehr bildhafte Sprache. Auf Bühnen präsentiert sie meist Spoken-Word-Text, man findet bei ihr aber auch Elemente von Storytelling und Lyrik. In der Literaturzeitschrift & Radieschen veröffentlicht sie seit 2007 die Kolumne Wien bei Nacht.

### Veröffentlichungen
- 2006 Frankfurter Bibliothek des zeitgenössischen Gedichts
- 2007 ö-slam anthologie, ungehaltene rede (Hrsg. Christian Schreibmüller) und Liebe in all ihren Facetten (Gedichtanthologie, lichtstrahlverlag)
- 2009 aus dem Bilanzbuch des 20. Jahrhunderts (globus verlag)
- 2011 Existenz und Renitenz (Hrsg. Christian Schreibmüller), Mundpropaganda (Hrsg. Mieze Medusa & Markus Köhle, Milena)
- 2017 Lautstärke ist weiblich (Hrsg. Nora Gomringer, Clara Nielsen), Satyr Verlag, Berlin 2017, ISBN 978-3-944035-91-8

### Als Herausgeberin
- Mieze Medusa und Markus Köhle. 100 Jahre Poetry Slam und mehr. Gemeinsam mit Peter Clar und Martin Fritz. Wien, Sonderzahl 2025

## Rapperin Yasmo
Yasmin Hafedh nennt sich Yasmo, wenn sie als Rapperin auftritt. Konzerte spielt sie seit 2009 mit DJ Bacchus. Im Oktober 2011 veröffentlichte sie ihr Debütalbum Keep it realistisch, das bei Rufzeichen records erschienen ist. 2012 belegte sie im Finale des Protestsongcontests den 4. Platz. Im März 2014 erschien das zweite Album Kein Platz für Zweifel. 
Ab 2015 positionierte sie sich mit Big Band und Bläserunterstützung als Yasmo & die Klangkantine neu und veröffentlichte nach den Singles Eigentlich kein Hip Hop und Es ist Musik (2015) Anfang 2017 das selbstbetitelte Album Yasmo & die Klangkantine (Ink Music). Damit gelang ihr der Einstieg in die österreichischen Albumcharts. Im selben Jahr wirkte sie bei der Eröffnung der Wiener Festwochen am Rathausplatz mit. 2018 wurde sie als erste Künstlerin in der Kategorie Best HipHop/Urban für einen Amadeus Austrian Music Award nominiert und trat bei der Verleihung der Preise in der TV-Show aus dem Volkstheater auf.
Sie bezeichnet Mieze Medusa als ihre Mentorin und Beyoncé als ihr Vorbild. Neben ihrem Künstlernamen Yasmo tritt sie außerdem unter ihrem Alter Ego aus Süd-London namens Miss Lead auf. Neben oben erwähnten Auftritten bei den Amadeus Austrian Music Awards ist sie 2017 außerdem beim Falco-Tribute-Konzert am Donauinselfest aufgetreten und hat mit Mira Lu Kovacs 2019 das Wiener Popfest kuratiert.
Im Dezember 2024 veröffentlichte sie zusammen mit Flip (Texta) als Teil des Projekts Songs about AI des LIT Robopsychology Labs der Johannes Kepler Universität Linz den Song Hi, AI (134 TWh), der den ökologische Fußabdruck von KI, besonders von großen Sprachmodellen wie ChatGPT thematisiert.

### Diskografie
- Keep it realistisch (2011)
- Kein Platz für Zweifel (2014)
- Yasmo & die Klangkantine (als Yasmo & die Klangkantine, 2017)
- Prekariat & Karat (als Yasmo & die Klangkantine, 2019)
- Laut & Lost (als Yasmo & die Klangkantine, 2022)

## Texte über Yasmo
- Mieze Medusa: Kunst, y’all. Yasmo aka YASMIN HAFEDH hat ihr zweites Rap-Album Kein Platz für Zweifel veröffentlicht. In: an.schläge, 28. November 2013